# Faedor de reis

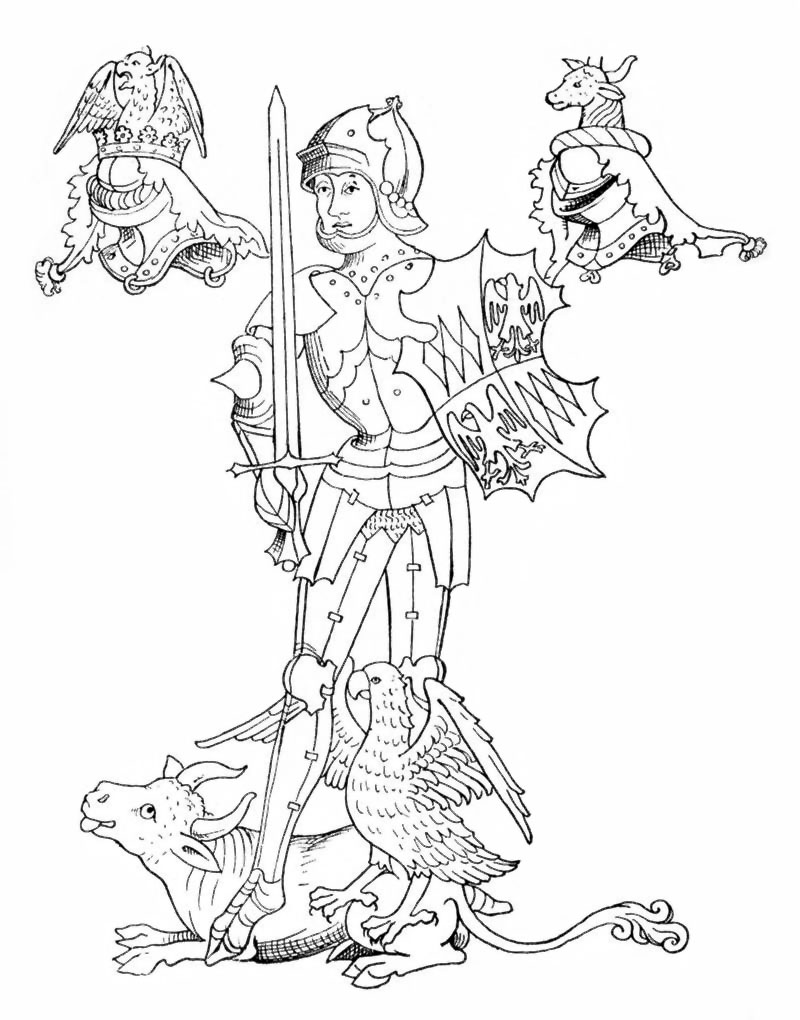
Richard Neville, 16è comte de Warwick, fou faedor de reis durant el període de la Guerra de les Dues Roses a Anglaterra.

Un faedor de reis és un individu o un grup que exerceix una gran influència sobre la successió en una monarquia o altre sistema polític sense ser un candidat al càrrec en qüestió. Els faedors de reis poden mobilitzar recursos polítics, financers, religiosos i militars per influir en la successió. Per exemple, la guàrdia pretoriana influí de manera decisiva en la successió en alguns períodes de l'Imperi Romà. En l'època moderna, també es fa servir l'expressió per referir-se a un partit polític que, si bé no ha guanyat prou escons per governar per si mateix, sí que n'ha obtingut prou per decidir quin dels partits més grans acabarà governant.